# Championnat de France de football 2017-2018
Navigation
Ligue 1 2016-2017 Ligue 1 2018-2019
La saison 2017-2018 de Ligue 1 est la 80e édition du championnat de France de football et la seizième sous l'appellation « Ligue 1 ». La saison débute le 4 août 2017 et s'est terminée le 19 mai 2018. Les trois équipes promues de deuxième division sont le RC Strasbourg, qui fait son retour à ce niveau depuis la saison 2007-2008 et une liquidation judiciaire ; l'Amiens SC qui effectue sa première saison dans l'élite ; et l'ES Troyes AC, qui remplacent le FC Lorient, l'AS Nancy-Lorraine et le SC Bastia.
Cette saison voit le démarrage d'un partenariat, couramment appelé naming, avec la société française Conforama, le championnat se voyant à présent référé sous l'appellation « Ligue 1 Conforama » pour trois saisons.
À l'issue de la saison, le Paris Saint-Germain décroche son 7e titre de champion de France tandis que l'ES Troyes AC et le FC Metz sont relégués en Ligue 2.

## Participants
Sous réserve d'approbation des comptes par la DNCG, les 17 premiers du championnat 2016-2017, les deux premiers de la Ligue 2 2016-2017 et le vainqueur du barrage opposant le 18e de Ligue 1 au 3e de Ligue 2 participent à la compétition.
| \| Paris SG AS Monaco Olympique lyonnais OGC Nice Girondins de Bordeaux Olympique de · Marseille AS Saint-Étienne EA Guingamp Stade rennais FC FC Nantes Toulouse FCLille OSC FC Metz Angers SCO Montpellier HSC Dijon FCO SM Caen ES Troyes AC RC Strasbourg Amiens SC \| Localisation des clubs engagés dans le championnat. |
| Paris SG AS Monaco Olympique lyonnais OGC Nice Girondins de Bordeaux Olympique de · Marseille AS Saint-Étienne EA Guingamp Stade rennais FC FC Nantes Toulouse FCLille OSC FC Metz Angers SCO Montpellier HSC Dijon FCO SM Caen ES Troyes AC RC Strasbourg Amiens SC                                                           |

| Club                   | Dernière montée | Revenus en M€ | Classement 2016-2017 | Entraîneur           | Depuis | Stade                   | Capacité en Ligue 1 | Nombre de saisons en Ligue 1 |
| ---------------------- | --------------- | ------------- | -------------------- | -------------------- | ------ | ----------------------- | ------------------- | ---------------------------- |
| AS Monaco              | 2013            | 124           | 1er                  | Leonardo Jardim      | 2014   | Stade Louis-II          | 16 500              | 58                           |
| Paris Saint-Germain    | 1974            | 557           | 2e                   | Unai Emery           | 2016   | Parc des Princes        | 47 929              | 44                           |
| OGC Nice               | 2002            | 79            | 3e                   | Lucien Favre         | 2016   | Allianz Riviera         | 35 596              | 58                           |
| Olympique lyonnais     | 1989            | 289           | 4e                   | Bruno Génésio        | 2015   | Groupama Stadium        | 57 116              | 58                           |
| Olympique de Marseille | 1996            | 143           | 5e                   | Rudi Garcia          | 2016   | Orange Vélodrome        | 66 508              | 67                           |
| Girondins de Bordeaux  | 1992            | 68            | 6e                   | Gustavo Poyet        | 2018   | Stade Matmut-Atlantique | 41 458              | 64                           |
| FC Nantes              | 2013            | 46            | 7e                   | Claudio Ranieri      | 2017   | Stade de la Beaujoire   | 35 550              | 49                           |
| AS Saint-Étienne       | 2004            | 63            | 8e                   | Jean-Louis Gasset    | 2017   | Stade Geoffroy-Guichard | 42 000              | 64                           |
| Stade rennais FC       | 1994            | 54            | 9e                   | Sabri Lamouchi       | 2017   | Roazhon Park            | 29 181              | 60                           |
| EA Guingamp            | 2013            | 35            | 10e                  | Antoine Kombouaré    | 2016   | Stade de Roudourou      | 18 462              | 11                           |
| Lille OSC              | 2000            | 54            | 11e                  | Christophe Galtier   | 2017   | Stade Pierre-Mauroy     | 48 203              | 57                           |
| Angers SCO             | 2015            | 32            | 12e                  | Stéphane Moulin      | 2011   | Stade Raymond-Kopa      | 14 277              | 25                           |
| Toulouse FC            | 2003            | 38            | 13e                  | Mickaël Debève       | 2018   | Stadium                 | 33 133              | 29                           |
| FC Metz                | 2016            | 30            | 14e                  | Frédéric Hantz       | 2017   | Stade Saint-Symphorien  | 25 865              | 59                           |
| Montpellier HSC        | 2009            | 43            | 15e                  | Michel Der Zakarian  | 2017   | Stade de la Mosson      | 22 000              | 25                           |
| Dijon FCO              | 2016            | 33            | 16e                  | Olivier Dall'Oglio   | 2012   | Stade Gaston-Gérard     | 15 459              | 2                            |
| SM Caen                | 2014            | 37            | 17e                  | Patrice Garande      | 2012   | Stade Michel-d'Ornano   | 20 300              | 16                           |
| RC Strasbourg          | 2017            | 39            | 1er (Ligue 2)        | Thierry Laurey       | 2016   | Stade de la Meinau      | 29 000              | 56                           |
| Amiens SC              | 2017            | 29            | 2e (Ligue 2)         | Christophe Pélissier | 2015   | Stade de la Licorne     | 11 714              | 0                            |
| ES Troyes AC           | 2017            | 24            | 3e (Ligue 2)         | Jean-Louis Garcia    | 2016   | Stade de l'Aube         | 20 136              | 16                           |

Légende des couleurs
- Phase de groupes de la Ligue des champions 2017-2018
- Troisième tour de qualification de la Ligue des champions 2017-2018
- Phase de groupes de la Ligue Europa 2017-2018
- Troisième tour de qualification de la Ligue Europa 2017-2018
- Promu de Ligue 2 2016-2017

### Changements d'entraîneur
| Club                  | Entraîneur partant    | Motif du départ                 | Date de départ   | Position   | Entraîneur arrivant | Date d'arrivée   |
| --------------------- | --------------------- | ------------------------------- | ---------------- | ---------- | ------------------- | ---------------- |
| Lille OSC             | Franck Passi          | Fin de contrat                  | 21 mai 2017      | Pré-saison | Marcelo Bielsa      | 22 mai 2017      |
| Montpellier HSC       | Jean-Louis Gasset     | Fin de contrat                  | 21 mai 2017      | Pré-saison | Michel Der Zakarian | 23 mai 2017      |
| AS Saint-Étienne      | Christophe Galtier    | Démission                       | 21 mai 2017      | Pré-saison | Óscar García        | 15 juin 2017     |
| FC Nantes             | Sergio Conceição      | Signé par le FC Porto           | 6 juin 2017      | Pré-saison | Claudio Ranieri     | 15 juin 2017     |
| FC Metz               | Philippe Hinschberger | Renvoi                          | 22 octobre 2017  | 20e        | Frédéric Hantz      | 28 octobre 2017  |
| Stade rennais FC      | Christian Gourcuff    | Renvoi                          | 7 novembre 2017  | 10e        | Sabri Lamouchi      | 8 novembre 2017  |
| AS Saint-Étienne      | Óscar García          | Démission                       | 15 novembre 2017 | 6e         | Julien Sablé        | 15 novembre 2017 |
| Lille OSC             | Marcelo Bielsa        | Renvoi                          | 15 décembre 2017 | 18e        | Christophe Galtier  | 22 décembre 2017 |
| AS Saint-Étienne      | Julien Sablé          | Réorganisation de l'encadrement | 20 décembre 2017 | 15e        | Jean-Louis Gasset   | 20 décembre 2017 |
| Girondins de Bordeaux | Jocelyn Gourvennec    | Renvoi                          | 18 janvier 2018  | 13e        | Gustavo Poyet       | 20 janvier 2018  |
| Toulouse FC           | Pascal Dupraz         | Départ par consentement mutuel  | 22 janvier 2018  | 19e        | Mickaël Debève      | 22 janvier 2018  |

## Compétition

### Règlement
Le classement est calculé avec le barème de points suivant : une victoire vaut trois points, le match nul un. La défaite ne rapporte aucun point.
À partir de la saison 2017-2018, les critères de départage connaissent plusieurs modifications afin de mettre plus en avant les résultats en confrontations directes, bien que la différence de buts générale reste le principal critère de départage en cas d'égalité de points. Ceux-ci se présentent donc ainsi :
1. plus grand nombre de points ;
2. plus grande différence de buts générale ;
3. plus grand nombre de points dans les confrontations directes ;
4. plus grande différence de buts particulière ;
5. plus grand nombre de buts dans les confrontations directes ;
6. plus grand nombre de buts à l'extérieur dans les confrontations directes ;
7. plus grand nombre de buts marqués ;
8. plus grand nombre de buts marqués à l'extérieur ;
9. plus grand nombre de buts marqués sur une rencontre de championnat ;
10. meilleure place au Challenge du fair-play (1 point par joueur averti, 3 points par joueur exclu).

### Classement

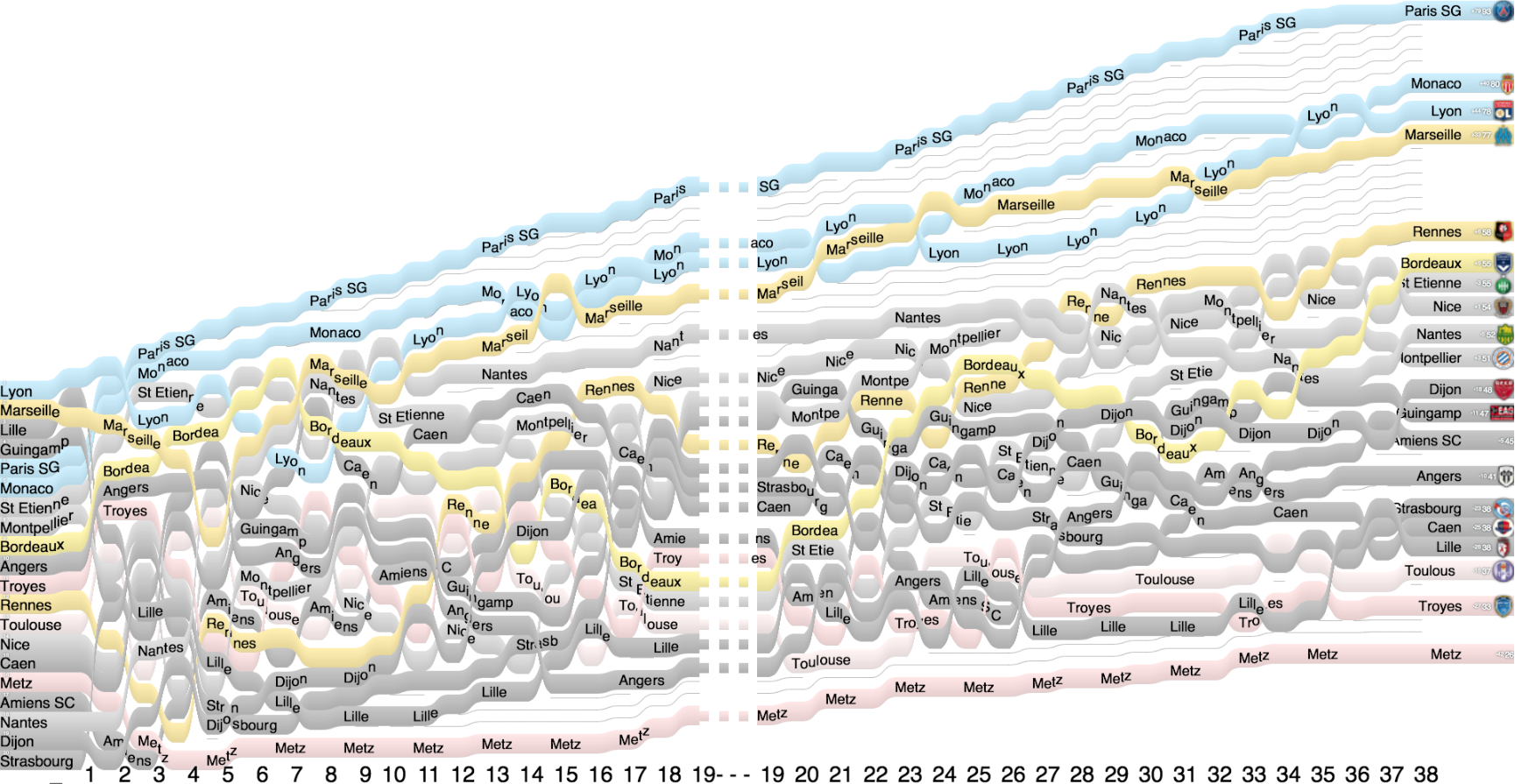
GapChart de la saison 2017-2018 de championnat de Ligue 1 de football

Source : Classement officiel sur le site de la LFP.

| Rang | Équipe                    | Pts | J  | G  | N  | P  | Bp  | Bc | Diff |
| ---- | ------------------------- | --- | -- | -- | -- | -- | --- | -- | ---- |
| 1    | Paris Saint-Germain S L C | 93  | 38 | 29 | 6  | 3  | 108 | 29 | +79  |
| 2    | AS Monaco T               | 80  | 38 | 24 | 8  | 6  | 85  | 45 | +40  |
| 3    | Olympique lyonnais        | 78  | 38 | 23 | 9  | 6  | 87  | 43 | +44  |
| 4    | Olympique de Marseille    | 77  | 38 | 22 | 11 | 5  | 80  | 47 | +33  |
| 5    | Stade rennais FC          | 58  | 38 | 16 | 10 | 12 | 50  | 44 | +6   |
| 6    | Girondins de Bordeaux     | 55  | 38 | 16 | 7  | 15 | 53  | 48 | +5   |
| 7    | AS Saint-Étienne          | 55  | 38 | 15 | 10 | 13 | 47  | 50 | -3   |
| 8    | OGC Nice                  | 54  | 38 | 15 | 9  | 14 | 53  | 52 | +1   |
| 9    | FC Nantes                 | 52  | 38 | 14 | 10 | 14 | 36  | 41 | -5   |
| 10   | Montpellier Hérault SC    | 51  | 38 | 11 | 18 | 9  | 36  | 33 | +3   |
| 11   | Dijon FCO                 | 48  | 38 | 13 | 9  | 16 | 55  | 73 | -18  |
| 12   | EA Guingamp               | 47  | 38 | 12 | 11 | 15 | 48  | 59 | -11  |
| 13   | Amiens SC P               | 45  | 38 | 12 | 9  | 17 | 37  | 42 | -5   |
| 14   | Angers SCO                | 41  | 38 | 9  | 14 | 15 | 42  | 52 | -10  |
| 15   | RC Strasbourg Alsace P    | 38  | 38 | 9  | 11 | 18 | 44  | 67 | -23  |
| 16   | SM Caen                   | 38  | 38 | 10 | 8  | 20 | 27  | 52 | -25  |
| 17   | Lille OSC                 | 38  | 38 | 10 | 8  | 20 | 41  | 67 | -26  |
| 18   | Toulouse FC               | 37  | 38 | 9  | 10 | 19 | 38  | 54 | -16  |
| 19   | ES Troyes AC P            | 33  | 38 | 9  | 6  | 23 | 32  | 59 | -27  |
| 20   | FC Metz                   | 26  | 38 | 6  | 8  | 24 | 34  | 76 | -42  |

Qualifications européennes
Ligue des champions 2018-2019
- 1er,  2e et 3e : phase de groupes

Ligue Europa 2018-2019
- 4e et 5e : phase de groupes
- 6e : deuxième tour de qualification

Relégation en Ligue 2 2018-2019
- 18e : barrages de relégation
- 19e et 20e : relégation

Abréviations
- T : Tenant du titre
- C : Vainqueur de la Coupe de France 2018
- L : Vainqueur de la Coupe de la Ligue 2018
- S : Vainqueur du Trophée des champions 2017
- P : Promus de Ligue 2 2016-2017

### Matchs
| Résultats (▼dom., ►ext.)                                   | ASC | SCO | GDB | SMC | DFCO | EAG | LOSC | OL  | OM  | FCM | ASM | MHSC | FCN | OGCN | PSG | SRFC | ASSE | RCSA | TFC | ESTAC |
| Amiens SC                                                  |     | 0-2 | 1-0 | 3-0 | 2-1  | 3-1 | 3-0  | 1-2 | 0-2 | 2-0 | 1-1 | 1-1  | 0-1 | 3-0  | 2-2 | 0-2  | 0-2  | 3-1  | 0-0 | 1-1   |
| Angers SCO                                                 | 1-0 |     | 2-2 | 3-0 | 2-1  | 3-0 | 1-1  | 3-3 | 1-1 | 0-1 | 0-4 | 1-1  | 0-2 | 1-1  | 0-5 | 1-2  | 0-1  | 1-1  | 0-1 | 3-1   |
| Girondins de Bordeaux                                      | 3-2 | 0-0 |     | 0-2 | 3-1  | 3-1 | 2-1  | 3-1 | 1-1 | 2-0 | 0-2 | 0-2  | 1-1 | 0-0  | 0-1 | 0-2  | 3-0  | 0-3  | 4-2 | 2-1   |
| SM Caen                                                    | 1-0 | 0-2 | 1-0 |     | 2-1  | 0-0 | 0-1  | 1-2 | 0-2 | 1-0 | 1-2 | 1-3  | 3-2 | 1-1  | 0-0 | 2-2  | 0-1  | 2-0  | 0-0 | 1-0   |
| Dijon FCO                                                  | 1-1 | 2-1 | 3-2 | 2-0 |      | 3-1 | 3-0  | 2-5 | 1-3 | 1-1 | 1-4 | 2-1  | 1-0 | 3-2  | 1-2 | 2-1  | 0-1  | 1-1  | 3-1 | 3-1   |
| EA Guingamp                                                | 1-1 | 1-1 | 2-1 | 0-0 | 4-0  |     | 1-0  | 0-2 | 3-3 | 2-2 | 3-1 | 0-0  | 0-3 | 2-5  | 0-3 | 2-0  | 2-1  | 2-0  | 1-1 | 4-0   |
| Lille OSC                                                  | 0-1 | 1-2 | 0-0 | 0-2 | 2-1  | 2-2 |      | 2-2 | 0-1 | 3-1 | 0-4 | 1-1  | 3-0 | 1-1  | 0-3 | 1-2  | 3-1  | 2-1  | 1-0 | 2-2   |
| Olympique lyonnais                                         | 3-0 | 1-1 | 3-3 | 1-0 | 3-3  | 2-1 | 1-2  |     | 2-0 | 2-0 | 3-2 | 0-0  | 2-0 | 3-2  | 2-1 | 0-2  | 1-1  | 4-0  | 2-0 | 3-0   |
| Olympique de Marseille                                     | 2-1 | 1-1 | 1-0 | 5-0 | 3-0  | 1-0 | 5-1  | 2-3 |     | 6-3 | 2-2 | 0-0  | 1-1 | 2-1  | 2-2 | 1-3  | 3-0  | 2-0  | 2-0 | 3-1   |
| FC Metz                                                    | 0-2 | 1-2 | 0-4 | 1-1 | 1-2  | 1-3 | 0-3  | 0-5 | 0-3 |     | 0-1 | 0-1  | 1-1 | 2-1  | 1-5 | 1-1  | 3-0  | 3-0  | 1-1 | 0-1   |
| AS Monaco                                                  | 0-0 | 1-0 | 2-1 | 2-0 | 4-0  | 6-0 | 2-1  | 3-2 | 6-1 | 3-1 |     | 1-1  | 2-1 | 2-2  | 1-2 | 2-1  | 1-0  | 3-0  | 3-2 | 3-2   |
| Montpellier HSC                                            | 1-1 | 2-1 | 1-3 | 1-0 | 2-2  | 1-1 | 3-0  | 1-1 | 1-1 | 1-3 | 0-0 |      | 0-1 | 2-0  | 0-0 | 0-1  | 0-1  | 1-1  | 2-1 | 1-1   |
| FC Nantes                                                  | 0-1 | 1-0 | 0-1 | 1-0 | 1-1  | 2-1 | 2-2  | 0-0 | 0-1 | 1-0 | 1-0 | 0-2  |     | 1-2  | 0-1 | 1-1  | 0-3  | 1-0  | 2-1 | 1-0   |
| OGC Nice                                                   | 1-0 | 2-2 | 1-0 | 4-1 | 1-0  | 2-0 | 2-1  | 0-5 | 2-4 | 3-1 | 4-0 | 1-0  | 1-1 |      | 1-2 | 1-1  | 1-0  | 1-2  | 0-1 | 1-2   |
| Paris Saint-Germain                                        | 2-0 | 2-1 | 6-2 | 3-1 | 8-0  | 2-2 | 3-1  | 2-0 | 3-0 | 5-0 | 7-1 | 4-0  | 4-1 | 3-0  |     | 0-2  | 3-0  | 5-2  | 6-2 | 2-0   |
| Stade rennais FC                                           | 2-0 | 1-0 | 1-0 | 0-1 | 2-2  | 0-1 | 1-0  | 1-2 | 0-3 | 1-2 | 1-1 | 1-1  | 2-1 | 0-1  | 1-4 |      | 1-1  | 2-1  | 2-1 | 2-0   |
| AS Saint-Étienne                                           | 3-0 | 1-1 | 1-3 | 2-1 | 2-2  | 2-0 | 5-0  | 0-5 | 2-2 | 3-1 | 0-4 | 0-1  | 1-1 | 1-0  | 1-1 | 2-2  |      | 2-2  | 2-0 | 2-1   |
| RC Strasbourg                                              | 0-1 | 2-2 | 0-2 | 0-0 | 3-2  | 0-2 | 3-0  | 3-2 | 3-3 | 2-2 | 1-3 | 0-0  | 0-1 | 1-1  | 2-1 | 2-1  | 0-1  |      | 2-1 | 2-1   |
| Toulouse FC                                                | 1-0 | 2-0 | 0-1 | 2-0 | 0-1  | 2-1 | 2-3  | 1-2 | 1-2 | 0-0 | 3-3 | 1-0  | 1-1 | 1-2  | 0-1 | 3-2  | 0-0  | 2-2  |     | 1-0   |
| ES Troyes AC                                               | 1-0 | 3-0 | 0-1 | 3-1 | 0-0  | 0-1 | 1-0  | 0-5 | 2-3 | 1-0 | 0-3 | 0-1  | 0-1 | 0-2  | 0-2 | 1-1  | 2-1  | 3-0  | 0-0 |       |
| - Victoire à domicile - Match nul - Victoire à l'extérieur |     |     |     |     |      |     |      |     |     |     |     |      |     |      |     |      |      |      |     |       |

#### Barrages de relégation
Les barrages de relégation consistent en une confrontation aller-retour entre le dix-huitième de Ligue 1 et le vainqueur du match 2 des playoffs de Ligue 2 2017-2018. Le vainqueur de ces barrages obtient une place pour le championnat de Ligue 1 tandis que le perdant va en Ligue 2.
Le match aller AC Ajaccio - Toulouse FC se joue à huis clos et délocalisé au Stade de la Mosson à Montpellier à la suite des événements du barrage de ligue 2 entre Le Havre et Ajaccio.
| Match aller                | (L2) AC Ajaccio | 0 - 3   | Toulouse FC (L1)                        | Stade de la Mosson, Montpellier                                                                        | |
| Mercredi 23 mai 2018 20h45 |                 | (0 - 1) | 45+3e Gradel · 51e Jullien · 65e Sanogo | Spectateurs : (huis-clos de pénalité) Diffuseur : Canal+ Sport, beIN Sports 1 Arbitrage : Ruddy Buquet | Spectateurs : (huis-clos de pénalité) Diffuseur : Canal+ Sport, beIN Sports 1 Arbitrage : Ruddy Buquet |
| Mercredi 23 mai 2018 20h45 | Rapport         |         |                                         | Spectateurs : (huis-clos de pénalité) Diffuseur : Canal+ Sport, beIN Sports 1 Arbitrage : Ruddy Buquet | Spectateurs : (huis-clos de pénalité) Diffuseur : Canal+ Sport, beIN Sports 1 Arbitrage : Ruddy Buquet |

| Match retour               | (L1) Toulouse FC | 1 - 0   | AC Ajaccio (L2) | Stadium, Toulouse                                                                 |                                                                                   |
| Dimanche 27 mai 2018 21h00 | Durmaz 88e       | (0 - 0) |                 | Spectateurs : 25 487 Diffuseur : Canal+, beIN Sports 1 Arbitrage : Benoît Bastien | Spectateurs : 25 487 Diffuseur : Canal+, beIN Sports 1 Arbitrage : Benoît Bastien |
| Dimanche 27 mai 2018 21h00 | Rapport          |         |                 | Spectateurs : 25 487 Diffuseur : Canal+, beIN Sports 1 Arbitrage : Benoît Bastien | Spectateurs : 25 487 Diffuseur : Canal+, beIN Sports 1 Arbitrage : Benoît Bastien |

## Statistiques

### Domicile et extérieur
| Rang | Équipe                 | Pts | J  | G  | N | P  | Bp | Bc | Diff |
| ---- | ---------------------- | --- | -- | -- | - | -- | -- | -- | ---- |
| 1    | Paris Saint-Germain    | 52  | 19 | 17 | 1 | 1  | 70 | 15 | +55  |
| 2    | AS Monaco              | 48  | 19 | 15 | 3 | 1  | 47 | 17 | +30  |
| 3    | Olympique de Marseille | 41  | 19 | 12 | 5 | 2  | 44 | 19 | +25  |
| 4    | Olympique lyonnais     | 41  | 19 | 12 | 5 | 2  | 38 | 18 | +20  |
| 5    | Dijon FCO              | 36  | 19 | 11 | 3 | 5  | 35 | 28 | +7   |
| 6    | OGC Nice               | 33  | 19 | 10 | 3 | 6  | 29 | 23 | +6   |
| 7    | EA Guingamp            | 31  | 19 | 8  | 7 | 4  | 30 | 24 | +6   |
| 8    | AS Saint-Étienne       | 31  | 19 | 8  | 7 | 4  | 32 | 27 | +5   |
| 9    | Girondins de Bordeaux  | 31  | 19 | 9  | 4 | 6  | 27 | 23 | +4   |
| 10   | Amiens SC              | 29  | 19 | 8  | 5 | 6  | 26 | 19 | +7   |
| 11   | Stade rennais FC       | 28  | 19 | 8  | 4 | 7  | 21 | 22 | -1   |
| 12   | FC Nantes              | 28  | 19 | 8  | 4 | 7  | 15 | 17 | -2   |
| 13   | RC Strasbourg Alsace   | 27  | 19 | 7  | 6 | 6  | 27 | 27 | 0    |
| 14   | Toulouse FC            | 26  | 19 | 7  | 5 | 7  | 23 | 21 | +2   |
| 15   | SM Caen                | 26  | 19 | 7  | 5 | 7  | 17 | 19 | -2   |
| 16   | Montpellier Hérault SC | 24  | 19 | 5  | 9 | 5  | 20 | 19 | +1   |
| 17   | Lille OSC              | 24  | 19 | 6  | 6 | 7  | 24 | 27 | -3   |
| 18   | ES Troyes AC           | 24  | 19 | 7  | 3 | 9  | 17 | 22 | -5   |
| 19   | Angers SCO             | 22  | 19 | 5  | 7 | 7  | 23 | 28 | -5   |
| 20   | FC Metz                | 13  | 19 | 3  | 4 | 12 | 16 | 37 | -21  |

| Rang | Équipe                 | Pts | J  | G  | N | P  | Bp | Bc | Diff |
| ---- | ---------------------- | --- | -- | -- | - | -- | -- | -- | ---- |
| 1    | Paris Saint-Germain    | 41  | 19 | 12 | 5 | 2  | 38 | 14 | +24  |
| 2    | Olympique lyonnais     | 37  | 19 | 11 | 4 | 4  | 49 | 25 | +24  |
| 3    | Olympique de Marseille | 36  | 19 | 10 | 6 | 3  | 36 | 28 | +8   |
| 4    | AS Monaco              | 32  | 19 | 9  | 5 | 5  | 38 | 28 | +10  |
| 5    | Stade rennais FC       | 30  | 19 | 8  | 6 | 5  | 29 | 22 | +7   |
| 6    | Montpellier Hérault SC | 27  | 19 | 6  | 9 | 4  | 16 | 14 | +2   |
| 7    | Girondins de Bordeaux  | 24  | 19 | 7  | 3 | 9  | 26 | 25 | +1   |
| 8    | FC Nantes              | 24  | 19 | 6  | 6 | 7  | 21 | 24 | -3   |
| 9    | AS Saint-Étienne       | 24  | 19 | 7  | 3 | 9  | 15 | 23 | -8   |
| 10   | OGC Nice               | 21  | 19 | 5  | 6 | 8  | 24 | 29 | -5   |
| 11   | Angers SCO             | 19  | 19 | 4  | 7 | 8  | 19 | 24 | -5   |
| 12   | Amiens SC              | 16  | 19 | 4  | 4 | 11 | 11 | 23 | -12  |
| 13   | EA Guingamp            | 16  | 19 | 4  | 4 | 11 | 18 | 35 | -17  |
| 14   | Lille OSC              | 14  | 19 | 4  | 2 | 13 | 17 | 40 | -23  |
| 15   | FC Metz                | 13  | 19 | 3  | 4 | 12 | 18 | 39 | -21  |
| 16   | SM Caen                | 12  | 19 | 3  | 3 | 13 | 10 | 33 | -23  |
| 17   | Dijon FCO              | 12  | 19 | 2  | 6 | 11 | 20 | 45 | -25  |
| 18   | Toulouse FC            | 11  | 19 | 2  | 5 | 12 | 15 | 33 | -18  |
| 19   | RC Strasbourg Alsace   | 11  | 19 | 2  | 5 | 12 | 17 | 40 | -23  |
| 20   | ES Troyes AC           | 9   | 19 | 2  | 3 | 14 | 15 | 37 | -22  |

### Évolution du classement
Paris, lors de sa victoire en Coupe de la Ligue, est déjà qualifié pour une Coupe d’Europe via le championnat français. La place en Ligue Europa réservée au vainqueur de la Coupe de la Ligue est donc reversée au championnat français. De même lors de sa victoire en Coupe de France. Les 5e et 6e places du championnat de France sont donc « européennes » respectivement depuis les 31e et 37e journées.
De la même manière, remporter la Ligue Europa donne le droit de disputer la Ligue des champions l’année suivante or la Ligue Europa 2017-2018 a été gagnée par l’Atlético de Madrid par ailleurs déjà qualifié via son championnat national. Cette victoire libère une place pour la Ligue des champions et entraîne, avant la dernière journée du championnat français, la transformation de la 3e place du championnat jusqu’ici qualificative pour le deuxième tour de qualification de la Ligue des champions en une place directement qualificative pour la phase de poules.
| Journées →    | 1  | 2  | 3  | 4  | 5  | 6  | 7  | 8  | 9  | 10 | 11 | 12 | 13 | 14 | 15 | 16 | 17 | 18 | 19 | 20 | 21 | 22 | 23 | 24 | 25 | 26 | 27 | 28 | 29 | 30 | 31 | 32 | 33 | 34 | 35 | 36 | 37 | 38 | 1er | Bar. | Rel. |
| Équipe ↓      |    |    |    |    |    |    |    |    |    |    |    |    |    |    |    |    |    |    |    |    |    |    |    |    |    |    |    |    |    |    |    |    |    |    |    |    |    |    |     |      |      |
| ------------- | -- | -- | -- | -- | -- | -- | -- | -- | -- | -- | -- | -- | -- | -- | -- | -- | -- | -- | -- | -- | -- | -- | -- | -- | -- | -- | -- | -- | -- | -- | -- | -- | -- | -- | -- | -- | -- | -- | --- | ---- | ---- |
| Paris         | 5  | 2  | 1  | 1  | 1  | 1  | 1  | 1  | 1  | 1  | 1  | 1  | 1  | 1  | 1  | 1  | 1  | 1  | 1  | 1  | 1  | 1  | 1  | 1  | 1  | 1  | 1  | 1  | 1  | 1  | 1  | 1  | 1  | 1  | 1  | 1  | 1  | 1  | 36  |      |      |
| Monaco        | 6  | 3  | 2  | 2  | 2  | 2  | 2  | 2  | 2  | 2  | 2  | 2  | 2  | 3  | 4  | 3  | 3  | 2  | 2  | 2  | 4  | 4  | 4  | 3  | 2  | 2  | 2  | 2  | 2  | 2  | 2  | 2  | 2  | 2  | 3  | 3  | 2  | 2  |     |      |      |
| Lyon          | 1  | 1  | 4  | 4  | 3  | 5  | 7  | 8  | 6  | 4  | 3  | 3  | 3  | 2  | 3  | 2  | 2  | 3  | 3  | 3  | 2  | 2  | 2  | 4  | 4  | 4  | 4  | 4  | 4  | 4  | 4  | 3  | 3  | 3  | 2  | 2  | 3  | 3  | 2   |      |      |
| Marseille     | 2  | 4  | 5  | 6  | 10 | 6  | 5  | 3  | 4  | 5  | 4  | 4  | 4  | 4  | 2  | 4  | 4  | 4  | 4  | 4  | 3  | 3  | 3  | 2  | 3  | 3  | 3  | 3  | 3  | 3  | 3  | 4  | 4  | 4  | 4  | 4  | 4  | 4  |     |      |      |
| Rennes        | 11 | 14 | 17 | 19 | 14 | 15 | 15 | 15 | 15 | 15 | 13 | 10 | 11 | 9  | 8  | 6  | 6  | 7  | 9  | 10 | 9  | 8  | 8  | 10 | 8  | 7  | 7  | 5  | 6  | 5  | 5  | 5  | 5  | 7  | 6  | 5  | 5  | 5  |     |      | 1    |
| Bordeaux      | 9  | 6  | 6  | 5  | 5  | 4  | 3  | 6  | 7  | 7  | 8  | 9  | 9  | 13 | 10 | 11 | 14 | 15 | 15 | 13 | 13 | 12 | 9  | 8  | 7  | 8  | 8  | 9  | 9  | 11 | 12 | 12 | 10 | 11 | 9  | 9  | 7  | 6  |     |      |      |
| Saint-Étienne | 7  | 5  | 3  | 3  | 4  | 3  | 4  | 7  | 3  | 6  | 6  | 6  | 7  | 8  | 11 | 12 | 15 | 16 | 16 | 14 | 14 | 16 | 14 | 12 | 14 | 11 | 12 | 13 | 11 | 9  | 9  | 9  | 8  | 6  | 5  | 6  | 8  | 7  |     |      |      |
| Nice          | 14 | 15 | 11 | 17 | 11 | 8  | 9  | 10 | 14 | 14 | 17 | 15 | 17 | 18 | 14 | 13 | 8  | 6  | 6  | 6  | 6  | 6  | 6  | 7  | 9  | 9  | 9  | 8  | 7  | 8  | 7  | 7  | 6  | 5  | 7  | 7  | 6  | 8  |     | 1    |      |
| Nantes        | 19 | 18 | 15 | 15 | 8  | 7  | 6  | 4  | 5  | 3  | 5  | 5  | 5  | 5  | 5  | 5  | 5  | 5  | 5  | 5  | 5  | 5  | 5  | 5  | 5  | 5  | 6  | 7  | 5  | 6  | 8  | 8  | 9  | 9  | 10 | 10 | 10 | 9  |     | 1    | 1    |
| Montpellier   | 7  | 11 | 9  | 12 | 17 | 12 | 12 | 13 | 11 | 8  | 9  | 8  | 8  | 7  | 7  | 8  | 7  | 11 | 7  | 8  | 8  | 7  | 7  | 6  | 6  | 6  | 5  | 6  | 8  | 7  | 6  | 6  | 7  | 8  | 8  | 8  | 9  | 10 |     |      |      |
| Dijon         | 18 | 20 | 18 | 16 | 19 | 18 | 17 | 17 | 19 | 18 | 14 | 16 | 13 | 12 | 12 | 10 | 13 | 9  | 10 | 9  | 11 | 14 | 11 | 13 | 12 | 13 | 11 | 10 | 10 | 10 | 11 | 11 | 12 | 12 | 12 | 12 | 13 | 11 |     | 4    | 3    |
| Guingamp      | 4  | 12 | 14 | 9  | 12 | 10 | 10 | 11 | 9  | 11 | 11 | 13 | 15 | 15 | 16 | 14 | 10 | 12 | 8  | 7  | 7  | 9  | 10 | 9  | 10 | 10 | 10 | 11 | 13 | 14 | 10 | 10 | 11 | 10 | 11 | 11 | 11 | 12 |     |      |      |
| Amiens        | 17 | 18 | 20 | 18 | 13 | 14 | 16 | 16 | 17 | 16 | 16 | 17 | 12 | 10 | 9  | 9  | 11 | 13 | 13 | 16 | 16 | 13 | 15 | 17 | 17 | 18 | 15 | 16 | 16 | 16 | 15 | 13 | 14 | 13 | 13 | 13 | 12 | 13 |     | 3    | 1    |
| Angers        | 10 | 7  | 7  | 7  | 7  | 11 | 11 | 12 | 10 | 12 | 12 | 14 | 16 | 16 | 19 | 19 | 19 | 19 | 19 | 18 | 15 | 17 | 16 | 16 | 18 | 19 | 17 | 14 | 14 | 12 | 13 | 14 | 13 | 14 | 14 | 14 | 14 | 14 |     | 2    | 6    |
| Strasbourg    | 20 | 13 | 10 | 14 | 18 | 19 | 19 | 19 | 18 | 17 | 18 | 18 | 18 | 17 | 17 | 16 | 12 | 8  | 11 | 11 | 12 | 10 | 12 | 14 | 13 | 14 | 14 | 15 | 15 | 15 | 16 | 16 | 16 | 17 | 16 | 17 | 16 | 15 |     | 5    | 4    |
| Caen          | 14 | 16 | 12 | 8  | 6  | 9  | 8  | 5  | 8  | 9  | 7  | 7  | 6  | 6  | 6  | 7  | 9  | 10 | 12 | 12 | 10 | 11 | 13 | 11 | 11 | 12 | 13 | 12 | 12 | 13 | 14 | 15 | 15 | 15 | 15 | 15 | 17 | 16 |     |      |      |
| Lille         | 3  | 10 | 13 | 13 | 16 | 17 | 18 | 18 | 16 | 19 | 19 | 19 | 19 | 19 | 18 | 17 | 18 | 18 | 18 | 15 | 17 | 18 | 17 | 18 | 16 | 17 | 19 | 19 | 19 | 19 | 19 | 19 | 18 | 19 | 19 | 16 | 15 | 17 |     | 9    | 13   |
| Toulouse      | 13 | 9  | 16 | 10 | 9  | 13 | 14 | 14 | 13 | 10 | 10 | 12 | 10 | 14 | 15 | 18 | 16 | 17 | 17 | 19 | 19 | 19 | 19 | 15 | 15 | 16 | 16 | 17 | 17 | 17 | 17 | 17 | 17 | 16 | 17 | 18 | 18 | 18 |     | 4    | 4    |
| Troyes        | 12 | 8  | 8  | 11 | 15 | 16 | 13 | 9  | 12 | 13 | 15 | 11 | 14 | 11 | 13 | 15 | 17 | 14 | 14 | 17 | 18 | 15 | 18 | 19 | 19 | 15 | 18 | 18 | 18 | 18 | 18 | 18 | 19 | 18 | 18 | 19 | 19 | 19 |     | 10   | 6    |
| Metz          | 16 | 17 | 19 | 20 | 20 | 20 | 20 | 20 | 20 | 20 | 20 | 20 | 20 | 20 | 20 | 20 | 20 | 20 | 20 | 20 | 20 | 20 | 20 | 20 | 20 | 20 | 20 | 20 | 20 | 20 | 20 | 20 | 20 | 20 | 20 | 20 | 20 | 20 |     |      | 36   |

À l’issue de la 1re journée, Montpellier et Saint-Étienne ex æquo selon tous les points du règlement à la 7e place du classement, tout comme Caen et Nice à la 14e. De même pour Amiens et Nantes à la 18e à l’issue de la 2e journée.
En gras et italique, les équipes comptant un match en retard : 
1. ↑  Amiens-Lille, match de la 8e journée, a été arrêté définitivement à la 16e minute alors que les Lillois menaient 1 but à 0 : la rupture d’une barrière grillagée de la tribune « visiteurs » ayant entraîné la blessure de supporters lillois. La rencontre a été rejouée intégralement le 20 novembre, entre les 13e et 14e journées.
2. ↑  Troyes-Dijon, match de la 24e journée, est reporté en raison des inondations dans le bassin de la Seine. La rencontre a été jouée le 20 février entre les 26e et 27e journées.
3. ↑  Caen-Toulouse, match de la 33e journée, est reporté en raison d’un terrain impraticable à la suite d’un violent orage. La rencontre a été jouée le 25 avril entre les 34e et 35e journées.

En gras et souligné, les équipes comptant un match en avance :
1. ↑  La finale Paris-Monaco de la Coupe de la Ligue a lieu le week-end des 31 mars et 1er avril lors de la 31e journée de championnat. Pour permettre la tenue de cette finale, Paris-Angers a été avancé au 14 mars (entre les 29e et 30e journées) ; Rennes-Monaco a été décalé de seulement quelques jours, au 4 avril, c’est-à-dire avant la 32e journée.

### Buts marqués par journée
Ce graphique représente le nombre de buts marqués lors de chaque journée.
Note : La barre des 1000 buts a été franchie le 12 mai 2018, après le but contre son camp de Vahid Selimovic (FC Metz) à Amiens

### Classement des buteurs
Mise à jour : 19 mai 2018
| #  | Buteur           | Club                   | Buts Note 1 | Pen. Note 1 | Pas. Note 2 | J Note 3 | Min. Note 4 | Pts. Note 5 |
| -- | ---------------- | ---------------------- | ----------- | ----------- | ----------- | -------- | ----------- | ----------- |
| 1  | Edinson Cavani   | Paris Saint-Germain    | 28          | 3           | 5           | 21       | 2581        | 57          |
| 2  | Florian Thauvin  | Olympique de Marseille | 22          | 3           | 11          | 17       | 2949        | 39          |
| 3  | Memphis Depay    | Olympique lyonnais     | 19          | 2           | 9           | 13       | 2555        | 37          |
| 4  | Neymar           | Paris Saint-Germain    | 19          | 4           | 13          | 12       | 1796        | 34          |
| 5  | Mariano Díaz     | Olympique lyonnais     | 18          | 1           | 4           | 17       | 2508        | 37          |
| 6  | Nabil Fekir      | Olympique lyonnais     | 18          | 3           | 6           | 14       | 2477        | 33          |
| 7  | Radamel Falcao   | AS Monaco              | 18          | 3           | 3           | 13       | 2128        | 35          |
| 8  | Mario Balotelli  | OGC Nice               | 18          | 6           | 1           | 15       | 2271        | 30          |
| 9  | Karl Toko-Ekambi | Angers SCO             | 17          | 3           | 4           | 15       | 3041        | 22          |
| 10 | Alassane Pléa    | OGC Nice               | 16          | 1           | 4           | 11       | 3041        | 20          |

| Source : Classement des buteurs sur le site de la LFP 1 : Nombre de buts inscrits (+) dont nombre de penalties (-) 2 : Nombre de passes décisives (+) 3 : Nombre de matchs durant lesquels le joueur a marqué (+) 4 : Temps de jeu total en minutes (-) 5 : Nombre de points du club du buteur (+) |

### Classement des passeurs
Mise à jour : 21 mai 2018
| #  | Passeur             | Club                   | Pas. | CPA. | J  | Min. |
| -- | ------------------- | ---------------------- | ---- | ---- | -- | ---- |
| 1  | Neymar              | Paris Saint-Germain    | 13   | 1    | 10 | 1796 |
| 2  | Dimitri Payet       | Olympique de Marseille | 13   | 4    | 11 | 2347 |
| 3  | Mathieu Dossevi     | FC Metz                | 11   | 2    | 10 | 2509 |
| 4  | Florian Thauvin     | Olympique de Marseille | 11   | 2    | 10 | 2949 |
| 5  | Memphis Depay       | Olympique lyonnais     | 9    | 3    | 6  | 2555 |
| 6  | Jonathan Bamba      | AS Saint-Étienne       | 8    | 0    | 8  | 2571 |
| 7  | Djibril Sidibé      | AS Monaco              | 7    | 0    | 7  | 2153 |
| 8  | Allan Saint-Maximin | OGC Nice               | 7    | 0    | 7  | 2269 |
| 9  | Kylian Mbappé       | Paris Saint-Germain    | 7    | 0    | 6  | 2169 |
| 10 | Nabil Fekir         | Olympique lyonnais     | 7    | 2    | 7  | 2477 |

| Source : Classement officiel des passeurs de la LFP 1 : Nombre de passes décisives (+) dont coups de pied arrêtés (-) 2 : Nombre de matchs durant lesquels le joueur a effectué une ou plusieurs passes décisives (+) 3 : Temps de jeu total en minutes (-) |

### Affluence

#### Plus grosses affluences de la saison
| Rang | Match                                        | Journée | Date             | Affluence |
| ---- | -------------------------------------------- | ------- | ---------------- | --------- |
| 1    | Olympique de Marseille - Paris Saint-Germain | J10     | 22 octobre 2017  | 60 410    |
| 2    | Olympique de Marseille - Olympique lyonnais  | J30     | 18 mars 2018     | 60 009    |
| 3    | Olympique lyonnais - AS Saint-Étienne        | J27     | 25 février 2018  | 58 069    |
| 4    | Olympique lyonnais - Paris Saint-Germain     | J22     | 21 janvier 2018  | 57 582    |
| 5    | Olympique lyonnais - Olympique de Marseille  | J18     | 17 décembre 2017 | 57 206    |
| 6    | Olympique lyonnais - OGC Nice                | J38     | 19 mai 2018      | 56 953    |
| 7    | Olympique de Marseille - Amiens SC           | J38     | 19 mai 2018      | 56 120    |
| 8    | Olympique lyonnais - ES Troyes AC            | J36     | 6 mai 2018       | 54 274    |
| 9    | Olympique lyonnais - FC Metz                 | J11     | 29 octobre 2017  | 53 921    |
| 10   | Olympique de Marseille - Angers SCO          | J3      | 20 août 2017     | 51 966    |

* : Affluence communiquée par le club à domicile mais non validée par le service « Stades » de la LFP

#### Affluences par journée
Ce graphique représente le nombre de spectateurs lors de chaque journée.

## Bilan de la saison
- Meilleure attaque[20] : Paris Saint-Germain (108 buts inscrits)
- Meilleure défense : Paris Saint-Germain (29 buts encaissés)
- Premier but de la saison :  Zinédine Machach   6e pour le Toulouse FC contre l'AS Monaco (3-2) le 4 août 2017.
- Dernier but de la saison :  Jordi Mboula   90+3e pour l'AS Monaco  contre l'ESTAC Troyes  (0-3) le 19 mai 2018.
- Premier but contre son camp :  Jordan Ikoko   52e (csc) de l'EA Guingamp en faveur du Paris Saint-Germain (0-3) le 13 août 2017.
- Premier penalty :  Jimmy Briand   39e (pen.) pour l'EA Guingamp contre le FC Metz (1-3) le 5 août 2017.
- Premier but sur coup franc direct :  Memphis Depay   57e pour l'Olympique lyonnais contre le Stade rennais FC (1-2) le 11 août 2017.
- Premier doublé :  Mariano Díaz   23e   61e pour l'Olympique lyonnais contre le RC Strasbourg (4-0) le 5 août 2017.
- Premier triplé :  Radamel Falcao   3e   37e   51e pour l'AS Monaco contre le Dijon FCO (1-4) le 13 août 2017.
- Premier quadruplé :  Neymar   42e   57e   73e   83e (pen.) pour le Paris Saint Germain contre Dijon FCO (8-0) le 17 janvier 2018.
- Premier carton rouge :  Mike Maignan   63e pour le Lille OSC contre le RC Strasbourg (3-0) le 13 août 2017.
- But le plus rapide d'une rencontre : 
  -  Júlio Tavares   1re pour le Dijon FCO contre le FC Metz (1-1) le 13 janvier 2018
  -  Flavien Tait   1re pour le Angers SCO contre l'EA Guingamp (3-0) le 3 mars 2018.
  -  Samuel Grandsir   1re pour l'ESTAC Troyes contre l'Olympique de Marseille (2-3) le 15 avril 2018.
- But le plus tardif d'une rencontre : 
  -  Nabil Fekir   90+5e pour l'Olympique lyonnais contre l'AS Monaco (3-2) le 13 octobre 2017
  -  Florian Thauvin   90+5e pour l'Olympique de Marseille contre le FC Nantes (1-1) le 4 mars 2018.
  -  Dimitri Payet   90+5e pour l'Olympique de Marseille contre le Dijon FCO (1-3) le 31 mars 2018.
- Plus jeune buteur de la saison :  Ignatius Ganago à l'âge de 18 ans, 6 mois et 23 jours pour l'OGC Nice contre l'AS Monaco (4-0) le 9 septembre 2017.
- Plus vieux buteur de la saison :  Benjamin Nivet à l'âge de 41 ans, 4 mois et 26 jours pour l'ESTAC Troyes contre le Stade Malherbe de Caen (3-1) le 28 avril 2018.
- Meilleure possession du ballon[21] : Paris Saint-Germain (63 % de possession de balle).
- Journée de championnat la plus riche en buts : 8e, 12e, 36e et 37e journées (34 buts)
- Journée de championnat la plus pauvre en buts : 6e journée (14 buts)
- Nombre de buts inscrits durant la saison[22] : 1033 buts, soit une moyenne de 2,72 buts par match
- Résultat le plus souvent rencontré durant la saison[23] : 1-1 (46 matchs, soit 12,4 % des résultats)
- Plus grand nombre de buts dans une rencontre : 9 buts
  - 6-3 lors de Olympique de Marseille - FC Metz le 2 février 2018
- Plus large victoire à domicile : 8 buts d'écart
  - 8-0 lors de Paris Saint Germain - Dijon FCO le 17 janvier 2018.
- Plus large victoire à l'extérieur : 5 buts d'écart
  - 0-5 lors de ES Troyes AC - Olympique lyonnais le 22 octobre 2017
  - 0-5 lors de Angers SCO - Paris Saint-Germain le 4 novembre 2017
  - 0-5 lors de AS Saint-Étienne - Olympique lyonnais le 5 novembre 2017
  - 0-5 lors de OGC Nice - Olympique lyonnais le 26 novembre 2017
  - 0-5 lors de FC Metz - Olympique lyonnais le 8 avril 2018
- Plus grand nombre de buts en une mi-temps : 6 buts
  - 1re mi-temps de Paris Saint-Germain - Girondins de Bordeaux (5-1, 6-2) le 30 septembre 2017
  - 2e mi-temps de Olympique de Marseille - FC Metz (3-0, 6-3) le 2 février 2018
- Plus grand nombre de buts dans une rencontre pour un joueur : 4 buts
  -  Neymar   42e   57e   73e   83e (pen.) pour le Paris Saint Germain contre Dijon FCO (8-0) le 17 janvier 2018.
  -  Alassane Pléa   24e   47e   58e   90+2e pour l'OGC Nice contre l'En Avant Guingamp (2-5) le 11 mars 2018.
- Doublé le plus rapide : 2 minutes
  -  Yaya Sanogo   89e   90+1e pour le Toulouse FC contre le RC Strasbourg Alsace (2-2) le 17 mars 2018.
- Triplé le plus rapide : 21 minutes
  -  Memphis Depay   49e   66e   70e (pen.) pour l'Olympique Lyonnais contre l'ESTAC (0-5) le 22 octobre 2017.
- Quadruplé le plus rapide : 41 minutes
  -  Neymar   42e   57e   73e   83e (pen.) pour le Paris Saint Germain contre Dijon FCO (8-0) le 17 janvier 2018.
- Les triplés de la saison :
  -  Radamel Falcao   3e   37e   51e pour l'AS Monaco contre le Dijon FCO (1-4) le 13 août 2017.
  -  Memphis Depay   49e   66e   70e (pen.) pour l'Olympique Lyonnais contre l'ESTAC (0-5) le 22 octobre 2017.
  -  Florian Thauvin   8e   44e   55e pour l'Olympique de Marseille contre le FC Metz (6-3) le 2 février 2018.
  -  Romain Hamouma   13e   39e   61e pour l'AS Saint-Etienne contre le LOSC (5-0) le 19 mai 2018.
  -  Memphis Depay   48e   65e   86e pour l’Olympique lyonnais contre l'OGC Nice (3-2) le 19 mai 2018
- Les quadruplés de la saison :
  -  Neymar   42e   57e   73e   83e (pen.) pour le Paris Saint Germain contre Dijon FCO (8-0) le 17 janvier 2018.
  -  Alassane Pléa   24e   47e   58e   90+2e pour l'OGC Nice contre l'En Avant Guingamp (2-5) le 11 mars 2018.
- Plus grand nombre de spectateurs dans une rencontre[19] : 60 410 lors d'Olympique de Marseille - Paris Saint-Germain le 22 octobre 2017 (10e journée)
- Plus petit nombre de spectateurs dans une rencontre[19] : 6 418 lors d'AS Monaco - Dijon FCO le 16 février 2018 (26e journée)
- Plus grande série de victoires[20] : 9 matchs pour le Paris Saint-Germain entre les 23e et 31e journées.
- Plus grande série de défaites[20] :  6 matchs pour le FC Metz entre les 7e et 12e journées.
- Plus grande série de matchs sans défaite[20] : 17 matchs pour l'AS Monaco entre les 16e et 32e journées.
- Plus grande série de matchs sans victoire[20] : 11 matchs pour le FC Metz entre les 7e et 17e journées, le Lille OSC entre les 24e et 34e journées et le RC Strasbourg Alsace entre les 26e et 36e journées.
- Champion d'automne : Paris Saint-Germain
- Champion : Paris Saint-Germain

## Trophées UNFP
Chaque début de mois les internautes votent pour élire le meilleur joueur du mois.
| Mois      | Premier         | Premier                | Premier | Deuxième         | Deuxième            | Deuxième | Troisième        | Troisième              | Troisième |
| Mois      | Joueur          | Club                   | %       | Joueur           | Club                | %        | Joueur           | Club                   | %         |
| --------- | --------------- | ---------------------- | ------- | ---------------- | ------------------- | -------- | ---------------- | ---------------------- | --------- |
| Août      | Radamel Falcao  | AS Monaco              | 41 %    | Neymar           | Paris Saint-Germain | 34 %     | Nabil Fekir      | Olympique lyonnais     | 25 %      |
| Septembre | Steve Mandanda  | Olympique de Marseille | 47 %    | Neymar           | Paris Saint-Germain | 37 %     | Malcom           | Girondins de Bordeaux  | 16 %      |
| Octobre   | Nabil Fekir     | Olympique lyonnais     | 39 %    | Edinson Cavani   | Paris Saint-Germain | 32 %     | Luiz Gustavo     | Olympique de Marseille | 29 %      |
| Novembre  | Florian Thauvin | Olympique de Marseille | 58 %    | Edinson Cavani   | Paris Saint-Germain | 30 %     | Gaël Kakuta      | Amiens SC              | 12 %      |
| Décembre  | Neymar          | Paris Saint-Germain    | 50 %    | Mario Balotelli  | OGC Nice            | 26 %     | Kylian Mbappé    | Paris Saint-Germain    | 24 %      |
| Janvier   | Florian Thauvin | Olympique de Marseille | 58 %    | Tanguy Ndombele  | Olympique lyonnais  | 26 %     | Adrien Rabiot    | Paris Saint-Germain    | 15 %      |
| Février   | Mathieu Debuchy | AS Saint-Étienne       | 47 %    | Neymar           | Paris Saint-Germain | 34 %     | Benjamin Lecomte | Montpellier Hérault SC | 19 %      |
| Mars      | Kylian Mbappé   | Paris Saint-Germain    | 59 %    | Alassane Pléa    | OGC Nice            | 25 %     | Rony Lopes       | AS Monaco              | 16 %      |
| Avril     | Memphis Depay   | Olympique lyonnais     | 43 %    | Stéphane Ruffier | AS Saint-Étienne    | 38 %     | Nolan Roux       | FC Metz                | 19 %      |

- Lors des Trophées UNFP 2018, il y a l'élection du meilleur joueur, gardien, espoir, entraîneur, du plus beau but et de l'équipe type de la saison.

| Meilleur joueur              | Meilleur gardien                        | Meilleur espoir                     | Plus beau but                  | Meilleur entraîneur              |
| ---------------------------- | --------------------------------------- | ----------------------------------- | ------------------------------ | -------------------------------- |
| Neymar (Paris Saint-Germain) | Steve Mandanda (Olympique de Marseille) | Kylian Mbappé (Paris Saint-Germain) | Malcom (Girondins de Bordeaux) | Unai Emery (Paris Saint-Germain) |

| Gardien de but                          | Défenseurs | Milieux de terrain                                                                                          | Attaquants                                                                                            |
| --------------------------------------- | --- | --- | --- |
| Steve Mandanda (Olympique de Marseille) | Dani Alves (Paris Saint-Germain) Marquinhos (Paris Saint-Germain) Thiago Silva (Paris Saint-Germain) Ferland Mendy (Olympique lyonnais) | Luiz Gustavo (Olympique de Marseille) Nabil Fekir (Olympique lyonnais) Marco Verratti (Paris Saint-Germain) | Kylian Mbappé (Paris Saint-Germain) Edinson Cavani (Paris Saint-Germain) Neymar (Paris Saint-Germain) |

## Parcours en coupes d'Europe

### Parcours européen des clubs
Le parcours des clubs français en coupes d'Europe est important puisqu'il détermine le coefficient UEFA, et donc le nombre de clubs français présents en coupes d'Europe les années suivantes.
| Club                   | Compétition         | Résultat                 | Ultime(s) adversaire(s) | Ultime(s) adversaire(s) | Ultime(s) adversaire(s) |
| ---------------------- | ------------------- | ------------------------ | ----------------------- | ----------------------- | ----------------------- |
| AS Monaco              | Ligue des champions | Phase de groupes         | Beşiktaş JK             | FC Porto                | RB Leipzig              |
| Paris Saint-Germain    | Ligue des champions | 1/8 de finale            | Real Madrid             | Real Madrid             | Real Madrid             |
| OGC Nice               | Ligue des champions | Barrages                 | SSC Naples              | SSC Naples              | SSC Naples              |
| OGC Nice               | Ligue Europa        | 1/16 de finale           | Lokomotiv Moscou        | Lokomotiv Moscou        | Lokomotiv Moscou        |
| Olympique lyonnais     | Ligue Europa        | 1/8 de finale            | CSKA Moscou             | CSKA Moscou             | CSKA Moscou             |
| Olympique de Marseille | Ligue Europa        | Finaliste                | Atlético de Madrid      | Atlético de Madrid      | Atlético de Madrid      |
| Girondins de Bordeaux  | Ligue Europa        | 3e tour de qualification | Videoton FC             | Videoton FC             | Videoton FC             |